# 第3期本因坊戦
第3期本因坊戦（だい3きほんいんぼうせん）は、第2期本因坊戦の終了後の1943年（昭和18年）から1946年（昭和21年）にかけて行われ、挑戦者岩本薫が、第2期本因坊昭宇（橋本宇太郎）と挑戦手合六番勝負、及び決戦三番勝負を行い、岩本薫が第3期本因坊となり本因坊薫和を号した。戦時下の厳しい環境で行われ、広島市郊外で行われた六番勝負第2局は原爆下の対局として知られる。
棋士の中には徴兵された者も少なくなく、参加した棋士は24名。また第2期の期間中の1942年に、それまで空位になっていた八段位に推薦によって瀬越憲作、鈴木為次郎、加藤信、及び大手合によって木谷實、呉清源が昇段しており、八段級予選が新たに実施された。
戦時下にあって新聞の紙数も縮小されていき、予選実施中に新聞の囲碁欄はなくなってしまっていた。また日本棋院や毎日新聞社の記録も空襲で残っておらず、多くの記録が消失している。

## 方式
- 参加棋士 : 日本棋院の棋士の五段以上。
- 挑戦者決定
  - 五段級、六段級、七段級、八段級の予選を行い、各上位者が上位予選に進出。
  - 八段級予選の上位3名による挑戦者決定リーグにより挑戦者を決定。
  - コミは4目半。
- 挑戦手合はコミ無し六番勝負。持時間は各13時間。

## 結果

### 五段級予選
1943年7月に6名で開始。中村勇太郎、鍋島一郎、坂田栄男の3名が勝ち抜き。向井一男、半田早巳、高橋重行が敗退。

### 六段級予選
細川千仭、長谷川章、高川格、村島誼紀、坂田栄男、中村勇太郎の6名が勝ち抜き。島村利博、篠原正美、中川新、前田陳爾、光原伊太郎、鍋島一郎が敗退。

### 七段級予選
岩本薫、藤沢庫之助、高川格、村島誼紀、中村勇太郎の5名が勝ち抜き。小野田千代太郎、林有太郎、細川千仭、長谷川章、坂田栄男が敗退。

### 八段級予選
- 4名の八段位と勝抜き者9名による各人4局のリーグ戦を実施。上位の藤沢庫之助、岩本薫、及び五段級予選から勝ち抜いてきた中村勇太郎が挑戦者決定リーグに進出。
  - 藤沢庫之助 4-0
  - 岩本薫 3-1
  - 中村勇太郎 3-1
  - 加藤信 2-2
  - 木谷實 2-2
  - 村島誼紀 2-2
  - 呉清源 1-3
  - 高川格 1-3
  - 瀬越憲作 0-4

### 挑戦者決定リーグ戦
1945年4月、3名によるリーグ戦を実施。岩本薫が2-0で挑戦者となった。
| 出場者 ／ 相手 | 岩本 | 藤沢 | 中村 | 勝 | 負 | 順位 |
| -------------- | ---- | ---- | ---- | -- | -- | ---- |
| 岩本薫         | -    | ○    | ○    | 2  | 0  | 挑戦 |
| 藤沢庫之助     | ×    | -    | ○    | 1  | 1  | 2    |
| 中村勇太郎     | ×    | ×    | -    | 0  | 2  | 3    |

### 挑戦手合六番勝負
1945年には世情は悪化し、主催の毎日新聞の囲碁欄も覚束ない状態となっており、さらに5月25、26の空襲で当時溜池にあった日本棋院は全焼したため、対局場が無くなり、長老の瀬越憲作が疎開先の郷里広島で対局場を探し、広島市内の日本棋院広島支部長藤井順一宅で行われることになった。当初は6月に行う予定だったが、交通事情により岩本が広島まで行けず、7月に第1局が行われた。しかし続く第2局を市内で行うことを警察部長から禁止され、五日市の中国石炭社長津脇勘市宅となっていた社員寮で8月4-6日に行われた。この第2局三日目に市内に原爆が投下され、爆風で対局室内も破壊されたが、対局を続行して終了。この結果は橋本門下の三輪芳郎が2週間後に東京に来て伝え、両対局者が無事であることが知らされた。しかし第3局以降を広島で行うことは不可能となり、無期延期とされる。終戦後11月10-17日に千葉県野田市の野田醤油社長茂木房五郎宅で第3、4局を打ち、次いで目黒の橋元文治宅で11月19-24日に第5、6局を打った。この結果3勝3敗の打ち分けとなり、規定により本因坊位は日本棋院預かりとなる。
翌1946年になって、決戦三番勝負を行うこととなり、コミ無しで2局打ち、打ち分けの場合はコミ4目半で第3局を行うということになった（持時間各12時間）。第1局は7月に広島県蓮教寺での原爆被災者追悼会で1手ずつ打ち、続きを8月に高野山総寺院で行った。同じ総寺院で第2局も行われ、岩本が連勝し、第3期本因坊に就いた。また高野山決戦での設営には毎日新聞社井上靖があたっていた。この三番勝負が、戦後になって新聞に棋譜が載った最初でもあった。

### 六番勝負（1945年）
| 対局者     | 1 7月23-25日 | 2 8月4-6日 | 3 11月11-13日 | 4 11月15-17日 | 5 11月19-21日 | 6 11月23-25日 |
| ---------- | ------------ | ---------- | ------------- | ------------- | ------------- | ------------- |
| 本因坊昭宇 | ×△           | ○          | ○△            | ×             | ○△            | ×             |
| 岩本薫     | ○            | ×△         | ×             | ○△            | ×             | ○△            |

 （△は先番）

### 三番勝負（1946年）
| 対局者     | 1 7月26、8月15-17日 | 2 8月19-21日 | 3 - |
| ---------- | ------------------- | ------------ | --- |
| 本因坊昭宇 | ×△                  | ×            | -   |
| 岩本薫     | ○                   | ○△           | -   |

 （△は先番）

### 対局譜
第3期本因坊戦挑戦手合決戦三番勝負第1局 1946年7月26-8月17日 本因坊昭宇（先番）-岩本薫七段
コミ無し白番の岩本は、手厚くじっくり打ち、中盤から右辺黒に攻撃をかける。黒1（145手目）で大石の生きを計ったところ、白2、4が手筋で隅の黒にコウを残し、黒13と眼形を確かめた時に、さらに白14と複雑なコウに持ち込む。結局コウの続かない黒が13の2路下に眼を持ち、白は左下から中央からの黒を小さく生かして形勢が接近。右上のヨセで黒の失着を咎めて逆転する。305手完、白5目勝。第2局の黒番も勝って本因坊位を獲得した。